# Alpha et oméga
Pour l’article homonyme, voir Alpha et oméga (homonymie).
 (décembre 2020).
- Si vous ne connaissez pas le sujet, laissez ce bandeau (vous pouvez alors contacter les auteurs).
- Si vous supprimez le contenu mis en cause (vous pouvez préalablement contacter les auteurs),

argumentez précisément cette suppression dans la page de discussion
(un manque de référence n'est pas un argument ; une recherche réelle de référence doit avoir été effectuée, être formellement documentée).

Alpha et oméga, en majuscules et minuscules

La tradition chrétienne assimile souvent Dieu à l'alpha et l'oméga, du nom de la première et de la dernière lettre de l'alphabet grec classique (ionique) (α et ω, ou plus couramment en lettre capitale : A et Ω). Cela symbolise l'éternité du Christ, qui :
- est au commencement de tout ; on peut songer notamment au premier chapitre de l'Évangile selon Jean ;
- et est jusqu'à la fin du monde (voir à ce propos l'Apocalypse selon saint Jean).

## Présentation
Le Jésuite Pierre Teilhard de Chardin a repris, dans sa présentation du point ω, but de l'évolution humaine, associé à l'α de la création, cette métaphore. 
Dans la numération grecque, la lettre α est le 1er chiffre de la 1re ennéade (le nombre 1, donc le plus petit) et la lettre ω le 8e chiffre de la 3e ennéade (le nombre 800, donc presque le plus grand…). De l'α à l'ω veut dire aussi du plus petit au plus grand.
L'expression française de A jusqu'à Z veut elle aussi signifier dans la totalité du champ.
Dans le symbole dit d'Athanase et datant du VIIe siècle, la Trinité chrétienne est présentée comme étant l'Alpha et l'Omega.

## Sources
Livre d'Isaïe 44:6
Je suis le premier et je suis le dernier, et hors moi il n'y a point de Dieu.
Apocalypse 1:8
Je suis l'alpha et l'oméga, dit le Seigneur Dieu, celui qui est, qui était, et qui vient, le Tout-Puissant.
Ego sum Alpha et Omega, principium et finis, dicit Dominus Deus, qui est et qui erat et qui venturus est Omnipotens.
Εγώ ειμι το Αλφα και το Ωμεγα, λέγει Κύριος ο Θεός, ο ων και ο ην και ο ερχόμενος, ο παντοκράτωρ.
Apocalypse 21:6
Tout est réalisé désormais. Je suis l'alpha et l'oméga, le commencement et la fin. Moi; je donnerai gratuitement à celui qui a soif l'eau de la source de vie.
Apocalypse 22:13
Je suis l'alpha et l'oméga, le premier et le dernier, le commencement et la fin.
(traduction Louis Segond)

## Réception
Elles sont innombrables dans l'iconographie chrétienne.
Ce symbole est dessiné à la base du cierge pascal allumé la nuit de Pâques pour symboliser la présence du Christ au cœur du monde. Il y est associé à une croix, au millésime de l'année et à cinq grains d'encens enfoncés dans la cire.
Il figure à l'ouest et à l'est du Chrisme, encadrant le chi et le rhô.
Le porche du milieu de la Sagrada Família de Barcelone est divisé en deux par une colonne centrale sur laquelle le sculpteur Subirachs a ciselé les lettres alpha et oméga réunies.

## Galerie

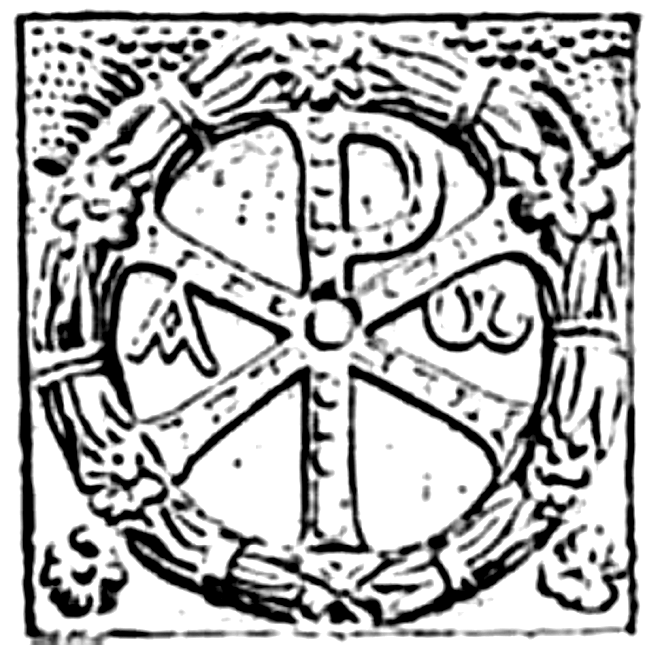
Le chrisme du labarum.
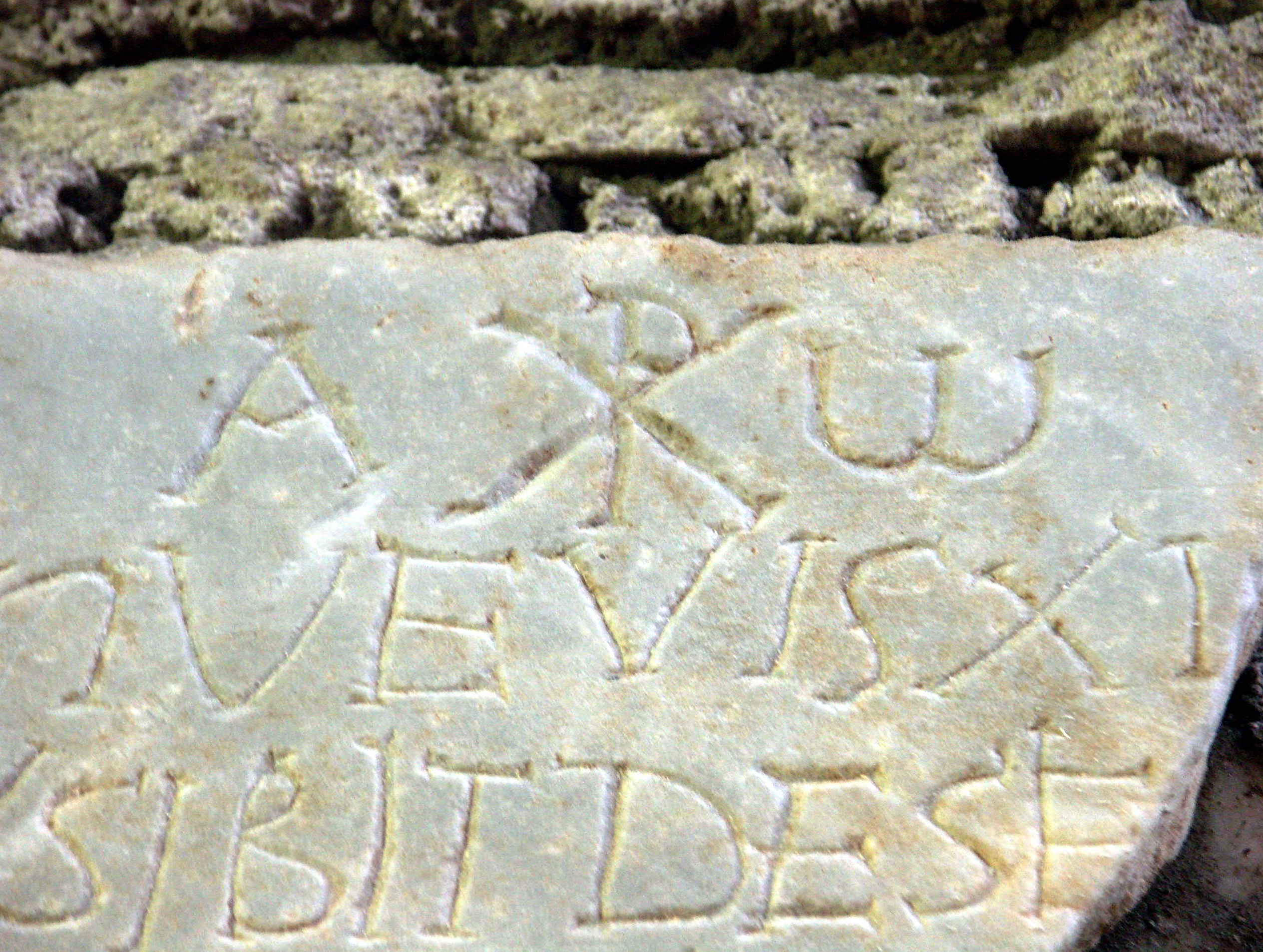
Le chrisme entouré par l'alpha et l'oméga, catacombes de Domitilla.
Blason de l'évêché anglican de la Trinité (Caraïbes)
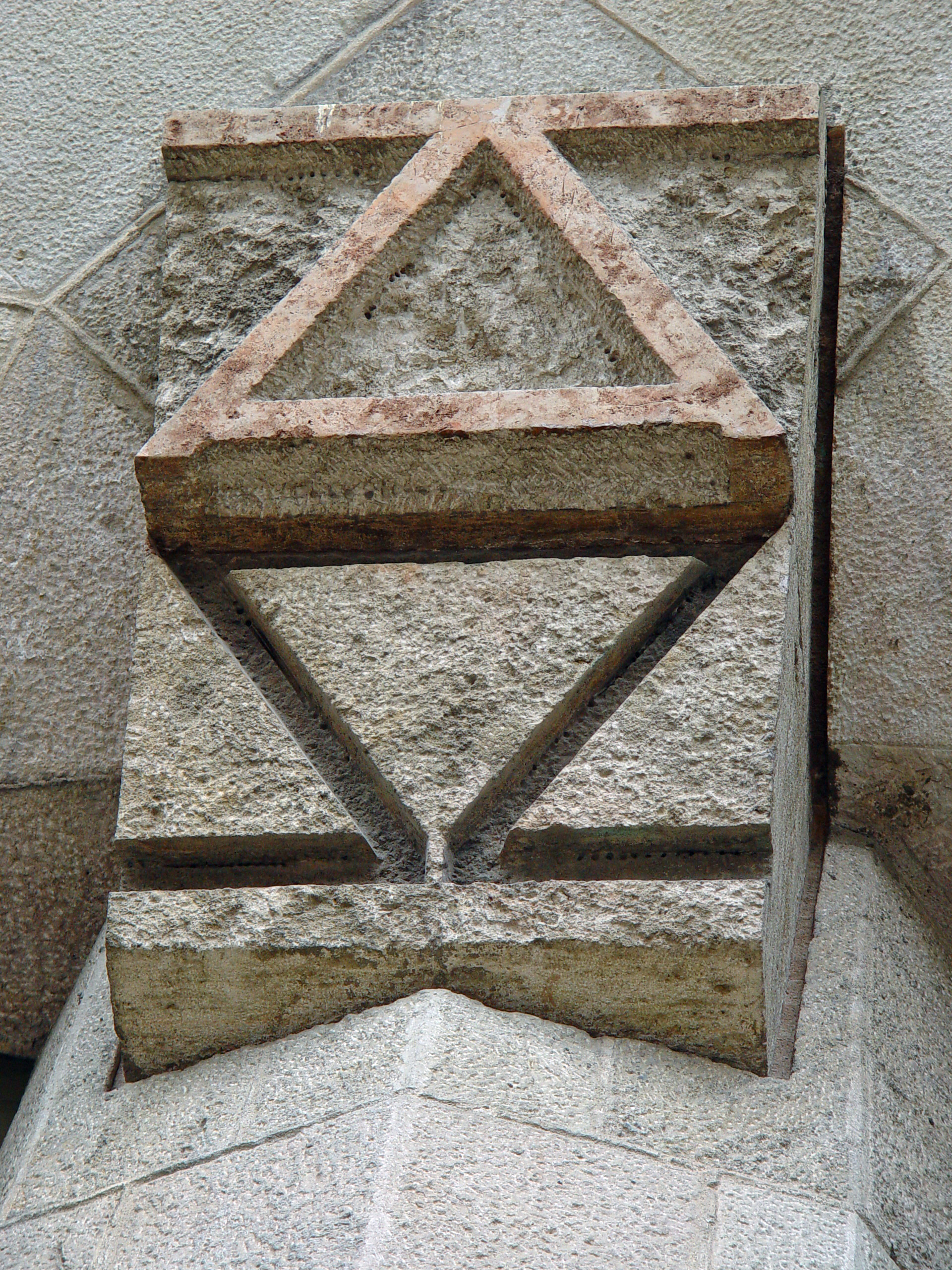
L'Alpha et l'Oméga stylisé, réalisé par Subirachs.
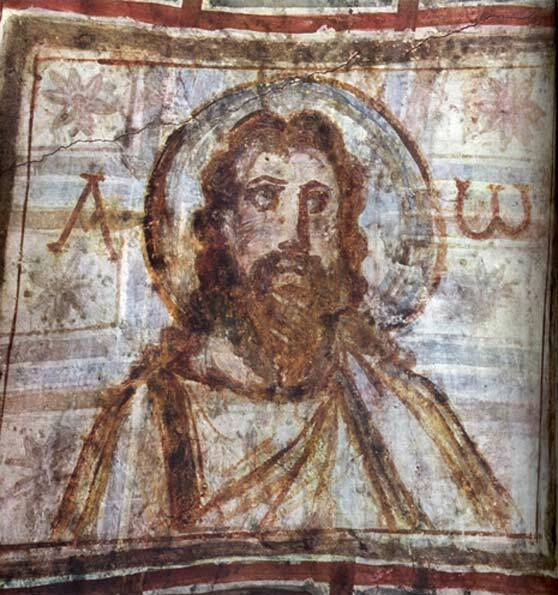
Le Christ, entouré par l'alpha et l'oméga, catacombes de Commodilla.

## Culture populaire
- Alpha et Oméga est le titre (en français) d'un livre d'A. E. van Vogt
- Dans le langage courant, l'alpha-et-l'oméga a parfois pris le sens de nec plus ultra
- Le personnage principal du poème Victor de W. H. Auden dit en conclusion de ce texte « Je suis l'Alpha et l'Oméga ».
- Alpha et Oméga est le troisième symbole de l'aléthiomètre (instrument fictif créé par Philip Pullman pour sa trilogie À la croisée des mondes. Le dispositif « qui mesure la vérité », est, dans le roman, imaginé par Pavel Kunrath à Prague vers 1600), après le sablier et le soleil ; il signifie le « caractère définitif » de la situation.
- Alpha et Oméga figurent, associés à une croix croisée, légèrement pattée, à branches inégales, sur le drapeau de la province autonome d'Asturies, en Espagne, depuis 1981.
- Le jeu vidéo Xenogears, écrit par Tetsuya Takahashi et développé par SquareSoft commence par l'équivalent anglais: "I am Alpha and Omega, the beginning and the end, the first and the last." (verses 1:8, 21:6, and 22:13).
- Dans le chapitre 244 du manga Air Gear est cité également « Je suis l'alpha et l'oméga ». Juste après on nous réfère au chapitre 6, verset 1 à 8 de l'Apocalypse selon St-Jean
- Le jeu vidéo Fallout 3, développé par Bethesda Softworks commence par : « C'est fait ! Je suis l'alpha et l'oméga, le commencement et la fin. À celui qui a soif je donnerai de la source de l'eau de la vie, gratuitement. » Apocalypse 21:6 selon saint Jean.
- Le groupe de louanges Israel & New Breed chantant Alpha and Omega dans un concert en Afrique du Sud.
- Le groupe américain A Day to Remember ont composé un morceau Sound The Alarm ou ils chantent I'm your Alpha and Omega, I am Invincible.
- Alpha and Omega est un groupe de dub underground anglais.
- Alpha et Omega est le nom d'une série de livres de Patricia Briggs
- Pokémon Rubis Oméga & Pokémon Saphir Alpha sont les noms des deux nouveaux remakes des jeux Pokémon version Rubis et Pokémon version Saphir.
- Alpha Omega est le titre d'une chanson de Machine Gun Kelly parue en 2015 dans son album General Admission.
- Alpha et Oméga est le nom de la carte Zombies jouable du troisième DLC de Call of Duty: Black Ops 4 reprenant ainsi l'histoire de l’Éther.